# جيس باكر
جيس باكر (بالهولندية: Gijs Bakker)‏ هو مصمم هولندي، ولد في 20 فبراير 1942 في آمرسفورت في هولندا.

## وصلات خارجية
- الموقع الرسمي